# Mohamed Karkouri
Mohamed Karkouri (en arabe : محمد القرقوري) (ou El Karkouri), né le 20 décembre 1975, est un footballeur marocain. 
Il joue au poste de défenseur.

## Carrière
Karkouri est formé à Amal de Belksiri. De 2004 à 2006 il joue aux FAR de Rabat, d'où il est transféré à l'Olympique de Safi. En septembre 2012 il rejoint la Jeunesse sportive El Massira, où il semble avoir terminé sa carrière.
Il compte une sélection en équipe du Maroc, en janvier 2008 face à la Zambie.